# 神品信市
神品 信市（こうじな しんいち、1963年10月30日 - ）は、日本の映画プロデューサー、演劇プロデューサー。神奈川県厚木市出身。ミライピクチャーズジャパン（株式会社MIRAI）の代表取締役である。

## 略歴
- 父親の仕事の関係から小学校を2回転校して神奈川県厚木市に居住し厚木市立厚木小学校、厚木市立厚木中学校卒業。10歳の時に地域の交通事故撲滅キャンペーンソングを歌う代表者として選ばれて様々な会場に足を運び歌う。15歳の時にライブ活動中に音楽プロデューサーにスカウトされ、学業の傍ら音楽活動を行う。
- 1981年10月の内部推薦にて横浜商科大学に合格し、一般企業を経てプロデュース業を営む。
- 1987年 イベントの制作やキャスティングに携わり、のちに代理店として活動する。
- 1995年9月25日に、MIRAI）（旧：ミライ）を設立する。同年ミュージカル制作の劇団ポプラを傘下に収める。
- 1999年に、株式会社TSUBASA（オフィス翼）を傘下に収め、MIRAIグループの代表としてさまざまな作品のプロデュースを行う。のちにミライ・アクターズ・プロモーション、音楽レーベルのMME、ラベック音楽企画などを始めて映画、舞台、ミュージカルの製作、ライブコンサート、イベント開催などのキャスティングやプロデュースを行う。
- 2000年に 郷ひろみ、三浦翔平、稲森いずみ、ウエンツ瑛士、 内田有紀、 加藤雅也、小池徹平、等が所属するバーニングプロダクション付属タレント養成所の理事長加藤孝の任命受けエグゼクティブプロデューサーに就く。
- 2008年に、当時小倉優子、眞鍋かをりらが所属する芸能プロダクションAVILLAの新人育成機関AVILLA STAGEのエグゼクティブプロデューサーに就く。
- 2017年4月に、林田智が代表を務めるキャストパワー（所属者：木下ほうか、大島さと子、黒田福美、大浦龍宇一、高杉亘、遠野なぎこ）の新人開発「キャストパワーネクスト」のプロデューサーに就く。
- 2017年5月に、Mousa （AKB48メンバーの一部が所属）社長の岩本幸也と共同事業として「Mousa－ion」を立ち上げてプロデューサーに就く。
- 2018年7月に、宅麻伸、五十嵐めぐみらが所属する芸能プロダクション愛企画の新人育成機関Ai&Grace（アイアンドグレース）を吉川愛美社長と立ち上げエグゼクティブプロデューサーに就き、新人開発及びK-POPアーティストを担当する。
- 2019年7月に、森口博子、新沼謙治、五月みどり、千昌夫、ジャガーズらが所属する老舗芸能プロダクション第一プログループの新人育成機関ノーリーズンファームのエグゼクティブプロデューサーに就く。
- 2020年7月、ガダルカナル・タカ、ダンカン、つまみ枝豆が所属するTAPの新人養成スクール・TAP SECOND（タップセカンド）の常務理事に就任[2]。
- 2021年7月に、木谷真規が代表を務める芸能事務所及び番組制作会社のエクセリング（所属者：中条きよし、後藤祐樹、ニコラス・ペタス、黒田アーサー、家田荘子）が芸能事務所部門（2019年4月）をレイワジャパンを開設。管轄下に新人開発としてレイワジャパン・ネオを設立しエグゼクティブプロデューサーに就く。

## 映画プロデュース・製作作品
- 『ヘヴンズ・ドア 殺人症候群』　出演/田中美奈子・福井裕佳梨・前田耕陽・蛭子能収・堀川りょう
- 『すくらんぶる・ハーツ〜恋のソナタ〜』　出演/矢沢心・弓削智久・こずえ鈴・隆大介・東郷萌絵
- 『呪戒 JUKAI』　出演/金子昇・すほうれいこ・蒼井優・野川さくら・マギー司郎
- 『影』『幻』『月光』　出演/金子昇・原口あきまさ・森下千里・友井雄亮・白川裕二郎
- 『矜持〜KYOUJI〜』　出演/加勢大周・パパイヤ鈴木・藤波辰爾・川上綾香・村野武範
- 『あのころ…Summer Memories』　　出演/山川恵里佳・倉貫匡弘・沖直未
- 『僕はこの丘で、君を愛したい…』　出演/溝呂木賢・細川ふみえ・本宮泰風・原嶋元久
- 『クローズ・ユア・マインド 馬熊横丁』　出演/加藤夏希・吉田友一・小野ヤスシ・石山拓男
- 『約束の地に咲く花』　出演/須賀貴匡・三津谷葉子・津田寛治・吉井怜・木村延生
- 『僕の彼女とその彼氏 Drop in Ghost』　出演/満島ひかり・柴木丈瑠・速水けんたろう・深澤大河
- 『虹色ハーモニー〜マイ・レインボウ・マン〜』　出演/いしだ壱成・小倉優子・内田菜月・池内万作
- 『それでもヤクザはやってくる』　出演/宅麻伸・新井康弘・菊地勇輝・重盛さと美
- 『soeur/スール』　出演/宝生舞・山本博子・小倉優子・田中実・大桑マイミ
- 『フォーク＆バレット サヨウナラ戦争』　出演/はなわ・風間トオル・丹羽斐沙江
- 『RUN3』　出演/渡辺大・山本博子・風間トオル・青田典子・高味光一郎
- 『Famille ファミーユ フランスパンと私』　出演/萩原流行・本山由美・小木茂光・坂口良子・坂口杏里
- 『Quarter』　出演/小嶺麗奈・島崎和歌子・勝野洋輔・袴田吉彦・深澤大河
- 『冬の怪談 ぼくとワタシとおばあちゃんの物語』　出演/矢島舞美（℃-ute）・木村延生・福田花音（ハロー!プロジェクト）・原田大二郎
- 『Wednesday アナザーワールド』　出演/北村悠・山本博子・土岐田麗子・原田龍二・美馬怜子
- 『Oh!マイブラザー 誰の心に届く…』　出演/赤井英和・安岡力也・桑名正博・小池陸・高山未帆
- 『イルカの豆』　出演/大沢樹生・夏川純・小西博之・吉岡大輔
- 『キャッチボール×3』　出演/和泉元彌・吉成将・黒田アーサー・野村将希
- 『ファイティング　オカン』　出演/中澤裕子（元モーニング娘。）・竹原慎二・時東ぁみ
- 『恋する弁当男子』　出演/斉藤祥太・新里宏太・遠藤憲一・飯田圭織（元モーニング娘。）・クリス松村
- 『デイズ 私がアイツになった時…』　出演/新垣里沙（元モーニング娘。）・はたけ・大仁田厚・高知東生・Sharo
- 『バトルαソクラテス パーティ&party!』　出演/石垣佑磨・TKO（木本武宏・木下隆行）・内田真由美（元AKB48）
- 『あの日、ぼくらの大脱走』　出演/月亭方正・坂本あきら・佐野真白・鳥山拓哉
- 『心が君を、探してる。』　出演/外岡えりか・冨森ジャスティン・大鶴義丹・田中大地
- 『レプリカント・イブ』　出演/岩田陽葵・井上正大・倉田てつを・蝶野正洋
- 『サンタクロースズ』　出演/島田陽子・市來玲奈（元乃木坂46）・大鶴義丹・佐野真白
- 『さざ波ラプソディー』　出演/市來玲奈（元乃木坂46）・いしだ壱成・黒田アーサー・松井誠・浜田ブリトニー・高崎かなみ
- 『くらわんか!』　出演/青木玄徳・岩田陽葵・長内美那子・赤澤燈・伊﨑右典・秋本奈緒美・川﨑麻世
- 『9 〜ナイン〜』　出演/市來玲奈（元乃木坂46）・亀田大毅・ビートきよし・板東英二・原口あきまさ・前田日明
- 『レッドシューズ』（2022年12月9日北九州市にて先行公開予定）　出演/朝比奈彩・ 市原隼人[4]・ 佐々木希[5]・ 森崎ウィン[6]・ 観月ありさ[7]・ 松下由樹[8]・ 野田あかり[9]・小野木里奈[9][10]、監督：雑賀俊朗[11]
- 『レディ加賀』（2023年秋公開予定）[12][13] 出演/小芝風花・松田るか・中村静香・八木アリサ・奈月、監督：雑賀俊朗

## 舞台プロデュース・製作作品
- 舞台『真夜中のパーティー』1997年　出演/加勢大周・金子賢・手塚とおる
- 舞台『真夜中のパーティー』1998年　出演/加勢大周・沖田浩之・田中実
- 舞台『太陽と月に背いて』 出演/野村宏伸・高橋かおり・田中実・木場勝己
- ミュージカル『シンドバットの大冒険』2000年 出演/有吉弘行・渋谷亜希・石波義人
- ミュージカル『ブルーストッキング・レディース』 出演/山田杏寿・華月ともこ
- ミュージカル『蒲田行進曲 2001』 出演/後藤宏行・国分みわ・多部未華子
- ミュージカル『白いライオン』2002年 出演/山田杏寿・KEITA・佐藤允・多部未華子
- ミュージカル『ブルーストッキング・レディース』 出演/神野清香・三根志乃ぶ
- ミュージカル『蒲田行進曲 2002』 出演/後藤宏行・森脇和成・荒木しげる
- ミュージカル『LIVEON新撰組』2003年 出演/鈴木蘭々・飯沼誠司・三善英史
- ミュージカル『シンドバットの大冒険 2003』 出演/原知宏（元ジャニーズＪr）・星奈優里・佐藤寛之
- ミュージカル『海底2万マイル』　原作/ジュール・ヴェルヌ　脚本・映像監督/國米修市　演出/木島恭（全国公演）
- 劇団バルスキッチン 第13回以降の舞台公演、2021年 - [15]

## テレビ・マスコミ・メディア出演歴
- 賢者TV（テレビ朝日）
- 社長密着24時＝世界を変える100人の挑戦者達＝（CX）
- ズームイン!!（日本テレビ）